# میلنیوم ایرلاینز
میلنیوم ایرلاینز (به انگلیسی: Millennium Airlines) یک شرکت هواپیمایی است که در ۱ ژوئیه ۲۰۰۴ میلادی تأسیس شده‌است. دفتر مرکزی میلنیوم ایرلاینز در کلمبو، سری‌لانکا واقع شده‌است و به ۹ مقصد، پرواز انجام می‌دهد.